# San Bartolomé de Béjar
San Bartolomé de Béjar település Spanyolországban, Ávila tartományban. San Bartolomé de Béjar Becedas, Solana de Ávila, La Hoya, Sorihuela és Neila de San Miguel községekkel határos. Lakosainak száma 49 fő (2024).

## Népesség
A település népessége az utóbbi években az alábbiak szerint változott:
| Lakosok száma | 74   | 57   | 53   | 46   | 49   | 44   | 41   | 37   | 44   | 49   |
|               | 2001 | 2004 | 2006 | 2009 | 2011 | 2014 | 2016 | 2019 | 2021 | 2024 |